# Abasolo (Guanajuato)
Abasolo es una localidad del estado mexicano de Guanajuato. Es la cabecera del municipio de Abasolo.

## Toponimia
El nombre de la localidad rinde homenaje a Mariano Abasolo, héroe de la Independencia de México.

## Demografía
| Gráfica de evolución demográfica |
|                                  |

| Censo | Población |
| ----- | --------- |
| 1900  | 4 347     |
| 1910  | 4 654     |
| 1921  | 4 547     |
| 1930  | 4 785     |
| 1940  | 5 115     |
| 1950  | 5 445     |
| 1960  | 6 018     |
| 1970  | 9 537     |
| 1980  | 11 507    |
| 1990  | 19 808    |
| 2000  | 24 523    |
| 2010  | 27 389    |
| 2020  | 29 002    |